# Criptaritmo
Un criptaritmo è un rompicapo costituito da una equazione matematica i cui numeri sono sconosciuti e tipicamente rappresentati da lettere. L'obiettivo è quello di associare a ciascuna lettera una cifra da zero a nove tale che l'equazione matematica sia soddisfatta rispettando la regola di univocità in base alla quale a lettera uguale corrisponde cifra uguale e a lettere diverse corrispondono cifre diverse. Un buon criptaritmo deve avere un'unica soluzione tenendo inoltre presente, come succede per l'aritmetica ordinaria, che la prima cifra di un numero non può essere zero. L'equazione matematica si basa solitamente su un'operazione aritmetica di somma, sottrazione, moltiplicazione o divisione e molto spesso si presenta sotto forma di frase anche se non di rado un criptaritmo può prevedere dei simboli al posto delle lettere. Talvolta le equazioni sono più di una e le cifre da determinare devono soddisfarle tutte contemporaneamente.
Un classico esempio è il criptaritmo di Henry Dudeney pubblicato nel numero di luglio 1924 del The Strand Magazine:
{\displaystyle {\begin{matrix}&&{\text{s}}&{\text{e}}&{\text{n}}&{\text{d}}\\+&&{\text{m}}&{\text{o}}&{\text{r}}&{\text{e}}\\\hline =&{\text{m}}&{\text{o}}&{\text{n}}&{\text{e}}&{\text{y}}\\\end{matrix}}}
La sua soluzione è data da: o = 0, m = 1, y = 2, e = 5, n = 6, d = 7, r = 8, s = 9.
Infatti:
{\displaystyle {\begin{matrix}&&{\text{9}}&{\text{5}}&{\text{6}}&{\text{7}}\\+&&{\text{1}}&{\text{0}}&{\text{8}}&{\text{5}}\\\hline =&{\text{1}}&{\text{0}}&{\text{6}}&{\text{5}}&{\text{2}}\\\end{matrix}}}

Un altro esempio di criptaritmo è: 
{\displaystyle {\begin{matrix}&&{\text{t}}&{\text{r}}&{\text{o}}&{\text{p}}&{\text{p}}&{\text{o}}\\+&&{\text{a}}&{\text{l}}&{\text{c}}&{\text{o}}&{\text{o}}&{\text{l}}\\\hline =&{\text{c}}&{\text{l}}&{\text{i}}&{\text{n}}&{\text{i}}&{\text{c}}&{\text{a}}\\\end{matrix}}}
La sua soluzione è data da: o = 5, l =3, a = 8, t = 4, r = 9, p = 6, c = 1, i = 2, n = 7.
Infatti:
{\displaystyle {\begin{matrix}&&{\text{4}}&{\text{9}}&{\text{5}}&{\text{6}}&{\text{6}}&{\text{5}}\\+&&{\text{8}}&{\text{3}}&{\text{1}}&{\text{5}}&{\text{5}}&{\text{3}}\\\hline =&{\text{1}}&{\text{3}}&{\text{2}}&{\text{7}}&{\text{2}}&{\text{1}}&{\text{8}}\\\end{matrix}}}

La Settimana enigmistica propone tra i suoi giochi anche un criptaritmo, formato da sei equazioni in cui sono utilizzati simboli, denominato Calcolo enigmatico.

## Risoluzione dei criptaritmi
La risoluzione a mano dei criptaritmi implica solitamente un misto di deduzioni logiche e di prove esaustive.
La seguente catena di deduzioni è un esempio di risoluzione del criptaritmo di Dudeney send+more=money proposto sopra (le colonne sono numerate da destra a sinistra):
{\displaystyle {\begin{matrix}&&{\text{s}}&{\text{e}}&{\text{n}}&{\text{d}}\\+&&{\text{m}}&{\text{o}}&{\text{r}}&{\text{e}}\\\hline =&{\text{m}}&{\text{o}}&{\text{n}}&{\text{e}}&{\text{y}}\\\end{matrix}}}
1. Nella colonna 5, non essendoci addendi e dovendo essere rispettata la regola per cui la prima cifra di un numero non può essere zero, deve necessariamente verificarsi un riporto dalla colonna 4. Poiché in colonna 4 abbiamo solo due addendi, dalla loro somma scaturirà un riporto che non potrà eccedere l'unità: quindi deve risultare necessariamente  m = 1.
2. Poiché in colonna 5 c'è il riporto, allora la lettera o di colonna 4 dev'essere minore o uguale sia di s sia m: dovendo essere in particolare minore o uguale ad m che è 1 allora la lettera o dev'essere 1 oppure zero. Ma, per la regola di univocità, essendo già m = 1, non può anche essere o = 1 e quindi sarà o = 0.
3. Poiché m = 1 e poiché deve generarsi un riporto dalla colonna 4 alla colonna 5, allora in colonna 4 la lettera s dev'essere 8 oppure 9. Sarà 8 se dalla colonna 3 proviene un riporto altrimenti sarà 9. Ma, essendo o = 0, dalla colonna 3 non può provenire alcun riporto verso la colonna 4. Infatti, se per assurdo diciamo che tale riporto esiste, allora n sarebbe minore o uguale sia di o sia di e: essendo in particolare o = 0 allora avremmo che anche n dovrebbe essere uguale a zero in contrasto con la regola di univocità. Quindi s = 9.
4. Essendo o = 0, se non ci fosse alcun riporto in colonna 3, risulterebbe e = n in contrasto con la regola di univocità. Quindi c'è il riporto dalla colonna 2 alla colonna 3 e risulta n = e + 1.
5. Se non ci fosse alcun riporto in colonna 2 allora (n+r) mod 10 = e. Essendo n = e + 1 allora sarebbe (e + 1 + r) mod 10 = e che semplificato dà (1 + r) mod 10 = 0 ossia  r = 9. Ma ciò è in contrasto con la regola di univocità visto che il 9 è già associato alla lettera s. Quindi deve esserci il riporto in colonna 2 e di conseguenza r = 8.
6. Dovendo esserci il riporto in colonna 2, dovrà risultare d + e = 10 + y.
7. Essendo m = 1, la lettera y deve valere almeno 2 e quindi d + e deve valere almeno 12.
8. Essendo le cifre 8 e 9 già impegnate, le uniche combinazioni possibili perché d + e sia almeno 12 sono date, a meno dell'ordine, dalle coppie (5,7) e (6,7): ciò implica che o la lettera d o la lettera e valga 7.
9. Poiché n = e + 1, la lettera e non può valere 7 perché altrimenti risulterebbe n = r = 8 in contrasto con la regola di univocità: quindi d = 7.
10. La lettera e non può valere 6 perché sarebbe n=d=7 in contrasto con la regola di univocità: quindi e = 5 ed n = 6.
11. Poiché dev'essere d + e = 12 allora risulta y = 2.